# Развој оптичког стакла
Развој оптичког стакла представља део развоја историје оптике и фотографије и првенствено се односи на примену сочива. Сферични провидни облици конвергују (тј. скрећу, и на тај начин сабирају) светлост у једну тачку, и у својој једноставној форми познати су од давнина. Кап росе сребрнастог сјаја најједноставнији је облик сочива; својом сферичном формом сажима слику околног простора. То је нека врста сочива природе. 
Проналазак увеличавајућег стакла, и препорука како да се оно користи као помагало, забележен је у 11. веку. Изум се приписује Роџеру Бејкону, али је вероватније да је он и ту, као и у случају примене камере опскуре, само пренео знања позната старим народима. До краја 13. века топљење, брушење и глачање оптичког стакла постало је ствар добро савладаног заната. 
Стакло је аморфна прозирна материја која настаје топљењем песка са лужинама, содом и поташом, или са оксидима (базама) калцијима, калијума или олова. Комбиновањем тих додатака добија се низ подврста оптичког стакла, а најпознатије су крон (крунско) и флинт. Крон-стакло састоји се од кремена, калцијумових и калијумових силиката. Веома је прозирно, тврдо и чисто, али светлост ломи нешто слабије него флинт. Флинт-стакло настаје од кремена и примеса калијумових и оловних силиката. Мекано је и тешко. Крон-флинт је комбинација тих двеју врста стакла чиме се постиже најбоље искориштење њихових својстава.